# Friedrich Richter (Heimatdichter)
Wilhelm Friedrich Heinrich Richter (* 2. September 1811 in Crailsheim; † 28. August 1865 in Bopfingen) war ein deutscher evangelischer Pfarrer und Heimatdichter.

## Leben und Wirken
Friedrich Richter, Sohn eines Advokaten in Crailsheim, studierte ab 1829 Evangelische Theologie an der Eberhard Karls Universität Tübingen und legte seine beiden theologischen Dienstprüfungen in den Jahren 1834 und 1837 ab. Als Vikar bzw. Diakon (zweiter Pfarrer) war er bis zu seinem Lebensende im Dienst der Evangelischen Landeskirche in Württemberg tätig. Diese kirchlichen Dienste führten ihn nach Neckartenzlingen (1834), Brackenheim (1835 bis 1837), Blaubeuren und Rottweil (1837), Ravensburg (1838), Besigheim (1838–1846), Pfaffenhofen (1846 bis 1851) und Pfullingen (1851 bis 1856). Seine letzte Dienststelle als Stadtpfarrer hatte Richter von 1856 bis 1865 in Bopfingen inne.
Außerdem unterrichtete er lange Zeit als Präzeptor (Lehrer) an verschiedenen Lateinschulen, so von 1838 bis 1846 an der Lateinschule in Besigheim. Unter dem Pseudonym "Friedrich Stromberg" trat er außerdem als Heimatdichter auf. Einige seiner Gedichte wurden als Lieder vertont und sind bis heute populär. Das wohl bekannteste Lied ist "Am Neckar, am Neckar do ischt a jedes gern", vertont von Friedrich Silcher, mit dem Richter seit seiner Tübinger Studienzeit bekannt war. In Crailsheim ist eine Straße nach ihm benannt.

## Veröffentlichungen
- Nero. Tragödie. Reitmayr, Regensburg 1831.

- (Hrsg.): Neckar-Harfe. Osiander, Tübingen 1832.
- Erfahrungen eines jungen Magisters. Mohr, Heidelberg 1832.
- Violen. Ausgewählte Lieder und Epigramme. Kurtz, Reutlingen 1852.
- Die Kolonie auf Hof Buchenhain, oder: Christenthum und Arbeit. Eine Novelle für unsere Zeit. Fleischhauer & Spohn, Reutlingen 1852.
- Eine Liedergabe in schwäbischer Mundart. Für Jedermann. Beck, Nördlingen 1862.
- Zwei Schilderungen aus der Geschichte er ehemaligen Reichsstadt Bopfingen. Beck, Nördlingen 1862 (Digitalisat).
- Lieder heiliger Liebe. Stuttgart 1863.